# Njoo Kiem Bie
Njoo Kiem Bie (né le 17 septembre 1927 et mort le 7 janvier 2008), est un joueur indonésien de badminton. Il participa notamment à la première victoire de l'Indonésie en Thomas Cup en 1958.
En club, il évolua successivement pour POR Tionghoa, PB Happy, PB Rajawali et PB Suryanaga.

## Palmarès
- Victoire en simple homme, double homme et double mixte au All Surabaya et East Java Badminton Championship (1942-1956)
- Victoire en Thomas Cup 1958 à Singapour
- Victoire en Thomas Cup 1961 à Jakarta
- Victoire en Open de Malaisie et Open de Singapour Malaysia (1959-1963)